# Haití en los Juegos Olímpicos de Barcelona 1992
Haití estuvo representado en los Juegos Olímpicos de Barcelona 1992 por siete deportistas masculinos que compitieron en dos deportes.
El equipo olímpico haitiano no obtuvo ninguna medalla en estos Juegos.